# Kompastmacher
Kompastmacher verarbeiteten Vegetabilien für Genusszwecke und versorgten mit ihren Erzeugnissen, wie saures und süßes Kraut, Kohl und eingelegten Rüben, die städtische Bevölkerung. In den Wiener Bürgerrechten von 1488 ist der Kompastmacher als Hersteller für eingelegtes Sauerkraut eingetragen.